# Heterotis jacquesii
Heterotis jacquesii är en tvåhjärtbladig växtart som först beskrevs av Auguste Jean Baptiste Chevalier, och fick sitt nu gällande namn av L. Aké Assi. Heterotis jacquesii ingår i släktet Heterotis och familjen Melastomataceae. Inga underarter finns listade i Catalogue of Life.